# Primeira Batalha de Algeciras

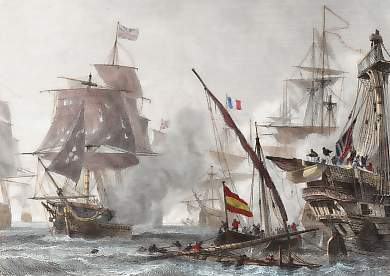
Algéciras, 6 de julho de 1801 por Alfred Morel-Fatio

A Primeira Batalha de Algeciras foi uma batalha naval travada em 6 de julho de 1801 (17 messidor e IX do Calendário Republicano Francês) entre um esquadrão de navios de linha da Marinha Real Britânica e um esquadrão menor da Marinha Francesa ancorado no porto espanhol fortificado de Algeciras no Estreito de Gibraltar. Os britânicos superavam seus oponentes em número, mas a posição francesa era protegida por baterias de armas espanholas e pelos complicados baixios que obscureciam a entrada da baía de Algeciras. A esquadra francesa, comandada pelo contra-almirante Charles Linois, tinha parado em Algeciras a caminho para a principal base naval espanhola em Cádis, onde formariam uma frota francesa e espanhola combinada para operações contra a Grã-Bretanha e seus aliados nas Guerras Revolucionárias Francesas. Os britânicos, sob o comando do contra-almirante Sir James Saumarez, procuraram eliminar o esquadrão francês antes que ele pudesse chegar a Cádis e formar uma força poderosa o suficiente para subjugar Saumarez e lançar ataques contra as forças britânicas no Mar Mediterrâneo.
Navegando diretamente de sua estação de bloqueio ao largo de Cádis, o esquadrão de Saumarez consistia em seis navios de linha, o dobro do número sob o comando de Linois. Descobrindo os franceses fundeados em Algeciras na manhã de 6 de julho, Saumarez lançou um ataque imediato ao ancoradouro através dos complicados baixios da baía de Algeciras. Embora o ataque inicial tenha causado graves danos aos navios franceses, ventos fracos e águas rasas levaram o navio britânico HMS Hannibal a encalhar sob fogo pesado enquanto os navios franceses eram conduzidos à costa para evitar sua captura. Com suas intenções frustradas, Saumarez ordenou que seu esquadrão se retirasse, cinco de seus navios mancando para fora da baía enquanto o danificado Hannibalpermaneceu preso. Isolado e incapaz de manobrar, o capitão Solomon Ferris em Hannibal suportou o fogo inimigo por mais meia hora antes de render seu navio.
Ambos os lados sofreram graves danos e baixas, mas ambos também estavam cientes de que a batalha seria inevitavelmente retomada e, portanto, o rescaldo da derrota britânica foi de atividade frenética em Gibraltar, Algeciras e Cádis. Enquanto os esquadrões britânicos e franceses realizavam reparos apressados, a frota francesa e espanhola em Cádis estava preparada para uma missão de resgate, um esquadrão pesado chegando a Algeciras em 12 de julho. Quando o esquadrão espanhol partiu com os navios de Linois, eles foram atacados novamente pelo esquadrão de Saumarez na Segunda Batalha de Algeciras e capturados à noite por navios mais rápidos e manobráveis, o que resultou nos britânicos infligindo pesadas perdas na retaguarda espanhola, mas falhando por um segundo. hora de destruir o esquadrão francês.